# Tatry Running Tour
Tatry Running Tour jsou etapové Trail Running běžecké závody, s možností zúčastnit se i jednotlivých etap. Jsou určeny hlavně pro běžecké nadšence, kteří chtějí svůj rekreačních pobyt ve Vysokých Tatrách spojit s možností hledání nových zážitků či navázání nových přátelství s lidmi podobného smýšlení i pro ty, kteří si chtějí vyzkoušet, jaký vliv na jejich výkon má vysokohorské prostředí a řidší vzduch. Start a cíl jednotlivých etap je v nadmořské výšce 1350 m.
Druhá etapa vede přírodní scenérií horských stezek ze Štrbského Plesa po zelené značce do Jambrichova, odtud směrem na Jamské pleso a zpět po červené značce na Štrbské Pleso. Tato etapa je nejdelší, stoupání a klesání bývají považovány za náročnější a závodníky zde čekají i 2 horské prémie.
Třetí etapa prověří hlavně běžce – "vrchaře". Závodníky čeká 7,5km okruh na Štrbském Plese po modré značce na Interski a zpět do cíle při Panoramě.
Závod se koná na území Tatranského národního parku.

## Tatry Running Tour 2011

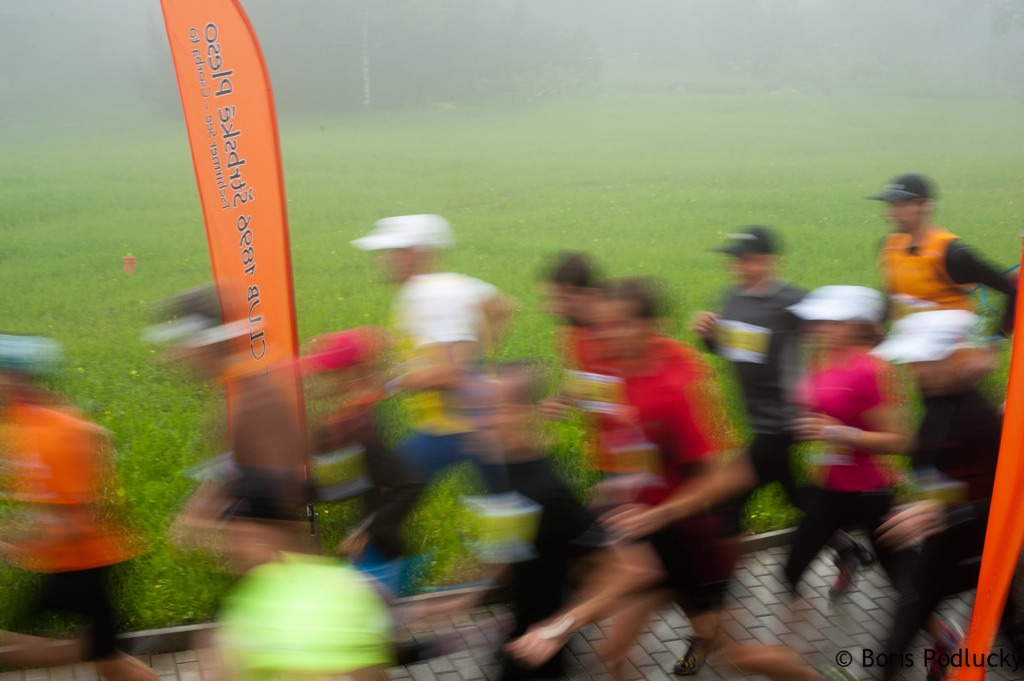
Night run Štrbské Pleso

Tatry Running Tour 2011 byl první ročník etapových Trail Running běžeckých závodů.
- 1. etapa 3,5 km Night run převýšení ±30 m
- 2. etapa 12,1 km Panorama Run převýšení ±320 m
- 3. etapa 5,5 km Cross Country převýšení ±280 m

## Tatry Running Tour 2012

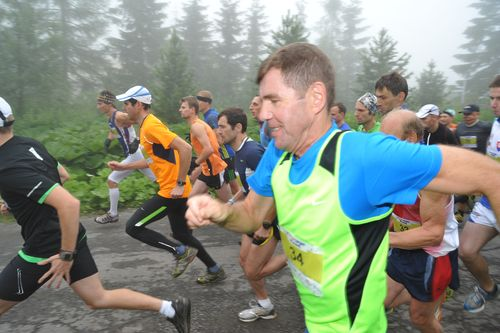
2011 Start

Tatry Running Tour 2012 byl druhý ročník etapových Trail Running běžeckých závodů.
- 1. etapa 3,5 km Night run převýšení ±30 m
- 2. etapa 12,1 km Panorama Run převýšení ±320 m
- 3. etapa 5,5 km Cross Country Run převýšení ±280 m

## Tatry Running Tour 2013
Tatry Running Tour 2013 byl třetí ročník etapových Trail Running běžeckých závodů.
- 1. etapa 3,5 km Night run převýšení ±30 m
- 2. etapa 12,1 km Cross Run převýšení ±320 m
- 3. etapa 8 km Interski Run převýšení ±280 m

## Tatry Running Tour 2014
Tatry Running Tour 2014 byl čtvrtý ročník etapových Trail Running běžeckých závodů.
- 1. etapa 3,5 km Night run převýšení ±30 m
- 2. etapa 12,1 km Cross Run převýšení ±320 m
- 3. etapa 8 km Interski Run převýšení ±280 m

Sky & Clouds Run 22 km, s celkovým převýšením 935 metrů.
Kvůli následkům větrné kalamity, byla trať druhé etapy a trať Cross Run pozměněná.

## Tatry Running Tour 2015
Tatry Running Tour 2015 byl pátý ročník etapových Trail Running běžeckých závodů.
- 1. etapa 4,5 km Night run převýšení ±30 m
- 2. etapa 10,0 km Cross Run převýšení ±320 m
- 3. etapa 7,5 km Interski Run převýšení ±280 m

Sky & Clouds Run 33 km, s celkovým převýšením 2400 metrů, Trasa: Štrbské Pleso, Popradské Pleso, Ostrva, Sliezsky dom a zpět.
Kvůli následkům větrné kalamity, byla trať druhé etapy a trať Cross Run pozměněná.

## Tatry Running Tour 2016
Tatry Running Tour 2016 byl šestý ročník etapových Trail Running běžeckých závodů.
- 1. etapa 4,5 km Night run převýšení ±30 m
- 2. etapa 12,1 km Cross Run převýšení ±320 m
- 3. etapa 7,5 km Interski Run převýšení ±280 m

Sky & Clouds Run 33 km, s celkovým převýšením 2400 metrů, Trasa: Štrbské Pleso, Popradské Pleso, Ostrva, Sliezsky dom a zpět.

## Tatry Running Tour 2017
Tatry Running Tour 2017 byl sedmý ročník etapových Trail Running běžeckých závodů.
- 1. etapa 4,5 km Night run převýšení ±30 m
- 2. etapa 12,1 km Cross Run převýšení ±320 m
- 3. etapa 7,5 km Interski Run převýšení ±280 m

Sky & Clouds Run 33 km, s celkovým převýšením 2400 metrů, Trasa: Štrbské Pleso, Popradské Pleso, Ostrva, Sliezsky dom a zpět.

## Tatry Running Tour 2018
Tatry Running Tour 2018 byl osmý ročník etapových Trail Running běžeckých závodů.
- 1. etapa 4,5 km Night run převýšení ±30 m
- 2. etapa 12,1 km Cross Run převýšení ±320 m
- 3. etapa 7,5 km Interski Run převýšení ±280 m

Sky & Clouds Run 33 km, s celkovým převýšením 2400 metrů, Trasa: Štrbské Pleso, Popradské Pleso, Ostrva, Sliezsky dom a zpět

## Tatry Running Tour 2019
Tatry Running Tour 2016 byl devátý ročník etapových Trail Running běžeckých závodů.
- 1. etapa 4,5 km Night run převýšení ±30 m
- 2. etapa 12,1 km Cross Run převýšení ±320 m
- 3. etapa 7,5 km Interski Run převýšení ±280 m

Sky & Clouds Run 33 km, s celkovým převýšením 2400 metrů, Trasa: Štrbské Pleso, Popradské Pleso, Ostrva, Sliezsky dom a zpět.

## Vítězové Tatry Running Tour
| Ročník | Celkový Vítěz M | Celkový Vítěz F  | Vrchař                 | Celkové výsledky                                                  |
| ------ | --------------- | ---------------- | ---------------------- | ----------------------------------------------------------------- |
| 2011   | Ondráček Tomáš  | Macháčková Šárka | Matanin-Konečný Marcel | Celkové výsledky 2011 Archivováno 25. 7. 2020 na Wayback Machine. |
| 2012   | Gergardt Artur  | Vnenčáková Soňa  | Vrábel Mikuláš         | Celkové výsledky 2012 Archivováno 1. 12. 2016 na Wayback Machine. |
| 2013   | Ryška Vít       | Vnenčáková Soňa  | Tamás Széll            | Celkové výsledky 2013 Archivováno 29. 4. 2019 na Wayback Machine. |
| 2014   | Ryška Vít       | Olejárová Viera  | Tomáš Bizoň            | Celkové výsledky 2014 Archivováno 29. 4. 2019 na Wayback Machine. |
| 2015   | Ryška Vít       | Vnenčáková Soňa  | Tomáš Hrdina           | Celkové výsledky 2015                                             |
| 2016   | Ryška Vít       | Mihoková Soňa    | Lukáš Miroslav         | Celkové výsledky 2016                                             |
| 2017   | Orolín Pavol    | Puklová Patrícia | Ryška Vít              | Celkové výsledky 2017                                             |
| 2018   | Orolín Pavol    | Puklová Patrícia | Griger Tomáš           | Celkové výsledky 2018                                             |
| 2019   | Orolín Pavol    | Mihoková Timea   | Griger Tomáš           | Celkové výsledky 2019                                             |

## Vítězové Sky&Clouds Run 22 km / 33 km
| Ročník | Celkový víťaz M | Celkový víťaz F  | Celkové výsledky      |
| ------ | --------------- | ---------------- | --------------------- |
| 2013   | Bizoň Tomáš     | Innerebner Karin | Celkové výsledky 2013 |
| 2014   | Vnenčák Matúš   | Juhasz Rozalinda | Celkové výsledky 2014 |
| 2015   | Jiří Petr       | Natalia Tomasiak | Celkové výsledky 2015 |
| 2016   | Jiří Petr       | Urbancová Zuzana | Celkové výsledky 2016 |
| 2017   | Jiří Petr       | Čibová Martina   | Celkové výsledky 2017 |
| 2018   | Jiří Petr       | Beniačová Linda  | Celkové výsledky 2018 |
| 2019   | Halasz Martin   | Dendel Nikolet   | Celkové výsledky 2019 |